# Bärenbach (Furlbach)
Der Bärenbach ist ein orografisch linkes Nebengewässer des Furlbachs in Nordrhein-Westfalen, Deutschland. Er hat eine Länge von 2,2 km.

## Flussverlauf
Der Bärenbach entspringt auf dem Gebiet des Truppenübungsplatzes Senne in einem als Bärental benannten Kastental. Die Quelle des Gewässers befindet sich knapp auf der Gemarkung von Schloß Holte-Stukenbrock, jedoch setzt sich der Bärenbach als Trockental bis in das Gemeindegebiet von Augustdorf fort. 
Der Bärenbach fließt der Abflachung der dem Teutoburger Wald vorgelagerten Sennelandschaft folgend in südwestliche Richtung ab verläuft dabei ausschließlich in sein Bachtal eingeschnitten durch bewaldetes Gelände. Nach etwas mehr als zwei Kilometern Fließstrecke mündet das Gewässer an der südlichen Grenze des Furlbachtals linksseitig in den Furlbach. Es überwindet während seiner Fließstrecke einen Höhenunterschied von 21 Metern, somit ergibt sich ein mittleres Sohlgefälle von 9,5 ‰.

## Lage
Der Bärenbach liegt in einem Wasserschutzgebiet, in dem die Stadtwerke Bielefeld innerhalb des Bachtals aus über 30 Brunnen Trinkwasser gewinnen. 
Darüber hinaus befindet sich nahezu der komplette Verlauf des Bärenbachs innerhalb eines militärischen Sperrgebiets, was zu einer nur sporadischen Zugänglichkeit des Bärentals führt. Diese Gegebenheit gewährleistet dem Bachlauf zwar keinen formalrechtlichen, aber einen faktischen Naturschutz. Die Gewässergüte ist dementsprechend mangels landwirtschaftlicher oder industrieller Einleitungen kaum beeinträchtigt.